# Stomoxys calcitrans
La mosca de los establos o mosca picadora (Stomoxys calcitrans) es una mosca de distribución cosmopolita y de origen euroasiático que pertenece a la familia Muscidae.

## Descripción
Stomoxys calcitrans se asemeja a la mosca doméstica común (Musca domestica), aunque de menor tamaño, y al observarse de cerca tiene un abdomen ligeramente más ancho y manchado. Los adultos tienen cerca de 6-8 mm en longitud y un color más claro que la mosca doméstica. A diferencia de esta última, cuyas piezas bucales están adaptadas para actuar como una esponja, las partes bucales de la mosca de los establos tienen estructuras mordedoras.

## Hábitat
Como su nombre sugiere, la mosca de los establos es abundante en y alrededor de donde se guarda el ganado. Sus larvas se ven a menudo en el estiércol putrefacto cerca del ganado y de las aves de corral.

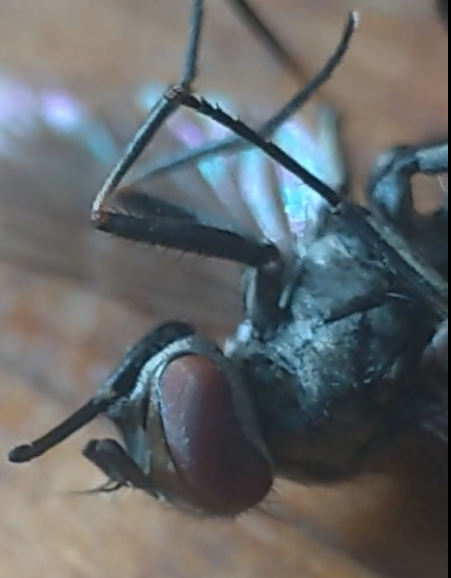

## Biología
La primera y una de las descripciones más completas sobre la biología de la mosca del establo fue presentada por F. Bishop en 1913. Los adultos de ambos sexos se alimentan de la sangre de animales de sangre caliente durante el día. Para la producción de huevos, la hembra requiere que su abdomen se hinche con sangre. La hembra tarda aproximadamente 2-5 minutos en dilatarse, después de lo cual se vuelve lenta por un tiempo. Los huevos se ponen entre la materia orgánica en descomposición, como heno, estiércol y madera. Los machos suelen morir después del apareamiento y las hembras después de poner los huevos. El ciclo de vida se completa en aproximadamente dos semanas a temperaturas alrededor de los 27 °C. La duración depende en gran medida de la temperatura y la calidad de los nutrientes disponibles para las larvas. Bishop (1913) señaló que las larvas pueden vivir durante más de 30 días en entornos menos nutritivos.

## Importancia económica
Se ha observado que el ganado muy infestado por moscas de los establos se vuelve anémico y las vacas lecheras muestran una menor producción de leche. La mosca puede morder a seres humanos en descanso al aire libre. En muchas partes del mundo, esta especie es portadora de parásitos tripanosomátidos. Algunos de los parásitos y enfermedades notificados de los cuales la mosca de los establos puede ser un vector son Trypanosoma evansi (el agente de Surra), Trypanosoma brucei, brucelosis, anemia infecciosa equina, la peste equina africana (AHS) y la viruela aviar. Stomoxys calcitrans también es un vector de Bacillus anthracis, el agente causal del ántrax.